# Gotland (Schiff, 1934)
Die Gotland war ein Flugzeugkreuzer der schwedischen Marine, gebaut ab 1930 in den Götaverken in Göteborg. Sie sollte als Kreuzer, Flugzeugmutterschiff und Minenleger eingesetzt werden können. Anfangs war die Gotland ausgerüstet mit sechs Wasserflugzeugen, vier Geschützen und vier Flugabwehrkanonen. Ab 1944 wurde das Schiff als Flugabwehrkreuzer genutzt.

## Entwicklung
Ursprünglich wurde die Gotland 1926 als kleiner Flugzeugträger mit zwei Katapulten und 12 Radflugzeugen konzipiert, die an Land landen sollten. Bereits 1927 wurde das Konzept zu einem Flugzeugkreuzer abgewandelt, der nun in drei Doppeltürmen 15,2-cm-Geschütze sowie 12 Wasserflugzeuge und zwei Katapulte vorsah. Aufgrund der knappen finanziellen Mittel wurde das Konzept noch einmal überarbeitet: Der Rumpf wurde kürzer, zwei der Geschütze wurden in Kasematten untergebracht und ein Katapult blieb für den Start von sechs Flugzeugen.

## Wasserflugzeuge

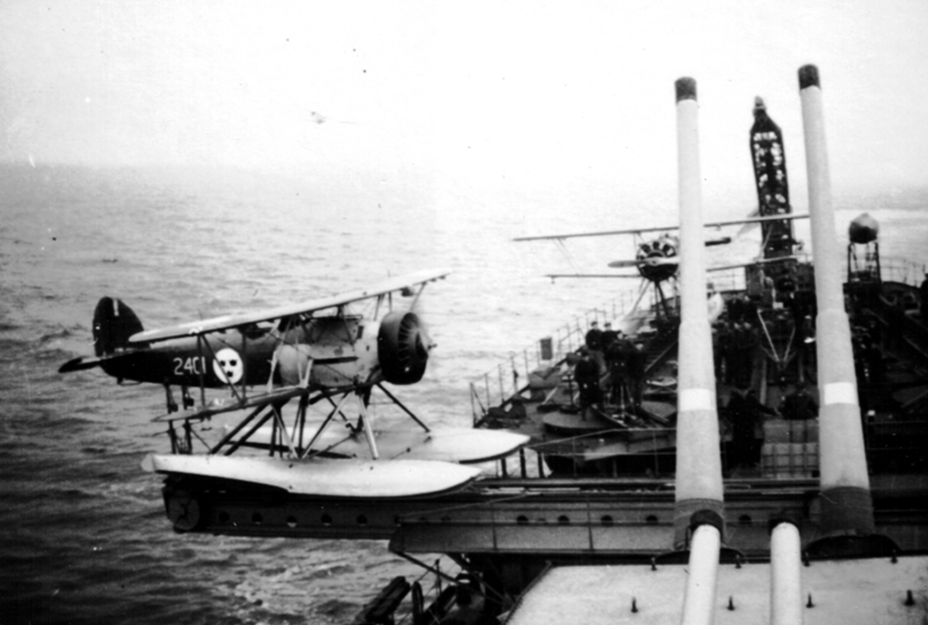
Startbereite Hawker Osprey

Es befanden sich sechs Hawker Osprey an Bord. Das Schiff bot Platz für acht Hawker Ospreys und es wurde versucht, zwei weitere zu kaufen, was jedoch erfolglos blieb, da die Produktion dieses Typs eingestellt worden war. Das Schiff sollte ursprünglich bei Bedarf sogar drei weitere an Bord nehmen können. In solchen Fällen konnte das Startkatapult jedoch nicht mehr eingesetzt werden. Das Katapult startete die Flugzeuge mit Druckluft und einer Geschwindigkeit von 100 km/h. Am anderen Ende des Flugdecks befand sich ein Hebekran, mit dem die Flugzeuge nach der Landung auf dem Wasser wieder an Bord gehoben wurden. In der Praxis stellte sich heraus, dass die Flugzeuge bei rauem Wetter unter den Auswirkungen von hohem Wellengang litten. Dies zwang das Schiff häufig, in einen Hafen zurückzukehren.
Im Jahr 1944 wurden die Flugzeuge entfernt, stattdessen kamen acht Flugabwehrkanonen, sechs Torpedorohre sowie eine Vorrichtung zum Minenlegen hinzu.

## Einsatzgeschichte

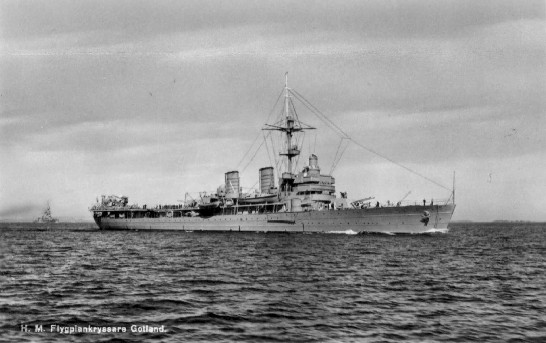
Die Gotland

### Zweiter Weltkrieg
Während Schießübungen im Kattegat sichtete eines der Flugzeuge des Schiffes am 20. Mai 1941 das deutsche Schlachtschiff Bismarck und den Schweren Kreuzer Prinz Eugen zu Beginn des Unternehmens Rheinübung. Die Gotland meldete die Sichtung routinemäßig an den Marinebezirk an der Westküste. Diese Informationen erreichten später den britischen Marineattaché in Stockholm und wurden nach London an die britische Admiralität weitergeleitet. Die Royal Navy verstärke daraufhin ihre Aufklärung. Der Pilot eines britischen Aufklärungsflugzeugs vom Typ Spitfire sichtete die beiden Großkampfschiffe am Vormittag des 21. Mai, als die Prinz Eugen und die begleitenden Zerstörer bei Bergen Treibstoff an Bord nahmen und der Anstrich der Bismarck verändert wurde.

### Nachkriegszeit
Das Schiff wurde nach dem Zweiten Weltkrieg als Schulschiff eingesetzt, 1956 außer Dienst gestellt und 1963 abgewrackt.